# Mono (gruppo musicale)
I Mono sono un gruppo musicale rock sperimentale giapponese, formatosi nel dicembre 1999.

## Storia del gruppo
Nel gennaio 1999, il chitarrista Takaakira "Taka" Goto inizia a cercare musicisti per poter suonare con loro il materiale da lui composto. Così, insieme ad Hideki "Yoda" Suematsu, Tamaki Kunishi e Yasunori Takada forma i Mono nel dicembre 1999. Il gruppo inizia la propria attività nel gennaio 2000, tenendo il suo primo concerto a Setagaya.
Nel maggio 2000 il gruppo entra in studio a Tokyo per registrare il suo primo EP, Hey, You, pubblicato dall'etichetta indipendente Forty-4 nel settembre dello stesso anno. Già dal primo album il quartetto va alla ricerca di quel rock strumentale che gli darà numerose soddisfazioni. Il gruppo si dedica quindi all'attività dal vivo, tenendo numerosi concerti in Giappone, ma anche negli Stati Uniti d'America (South by Southwest 2001) e in Svezia. A un anno di distanza vengono notati dalla Tzadik, etichetta per la quale incideranno il loro album di debutto, Under the Pipal Tree. La maggior parte dei brani che costituiscono l'album sono state registrate dallo statunitense John Zorn (titolare della Tzadik). Segue un lungo tour che tocca anche Europa (Germania) e Taiwan, oltre che Giappone e Stati Uniti.
Nel giugno 2002 i Mono registrano il secondo album in studio. In ottobre viene diffuso dalla Music Mine One Step More and You Die, un'opera più snella e immediata, caratterizzata anche da una vena elettronica. Per tutto il 2003 il gruppo si dedica a un tour, che comprende numerose date in Europa. I Mono collaborano poi con il musicista giapponese Aki Onda, il quale riunisce uno stuolo di DJ che remixano One Step More and You Die. Il risultato è New York Soundtracks, disco pubblicato nel febbraio 2004 dalla Human Higway, etichetta di proprietà degli stessi Mono.
Nel gennaio 2004 il gruppo inizia la sua collaborazione con Steve Albini, che registra presso i suoi studi di Chicago l'album Walking Cloud and Deep Red Sky, Flag Fluttered and the Sun Shined. L'album, pubblicato negli Stati Uniti d'America dalla Temporary Residence Limited e dalla Rykodisk in Europa, non si discosta molto dall'impronta post-rock dei precedenti, anche se appare più incompiuto. Nello stesso anno vengono contattati da John Peel, che li invita a registrare con lui tre brani per le sue The Peel Sessions.
Nel 2005 collaborano con il connazionale musicista e produttore sperimentale World's End Girlfriend in Palmless Prayer/Mass Murder Refrain, disco composto da cinque lunghe composizioni. 
Il disco, pubblicato prima solo per il mercato giapponese e poi, un anno dopo, anche per quello americano, si avvale anche della collaborazione di Kazumasa Hashimoto (pianoforte in due tracce).
L'album che viene fatto seguire, You Are There (marzo 2006), è registrato nel periodo febbraio-settembre 2005 nuovamente con il contributo di Steve Albini e si conferma di grande impatto, con contrasti tra melodie e spasmi rumorosi. I Mono nel dicembre dello stesso anno si dedicano a una collaborazione per uno split EP con il gruppo post-metal statunitense Pelican, intitolato Pelican/Mono. Tra il 2006 e il 2007 sono nuovamente in tour.
Nell'ottobre 2006 il gruppo ritorna in studio per registrare un EP di quattro tracce, che viene pubblicato nell'aprile 2007 e che è intitolato The Phoenix Tree. In novembre invece il gruppo pubblica l'EP Memorie dal futuro. Nel settembre 2007 viene commercializzato Gone: A Collection of EPs 2000-2007, un CD in cui sono presenti tutti gli EP prodotti dal 2000 al 2006 andati fuori produzione con il tempo. A questo è allegato un DVD chiamato The Sky Remains the Same as Ever, che presenta dei filmati del quartetto.
A tre anni di distanza dal precedente album, nel marzo 2009 i Mono ritornano con Hymn to the Immortal Wind. Una differenza sostanziale con la produzione precedente è l'ingresso di un'orchestra di 28 elementi, mentre le chitarre cedono pian piano il passo, rendendo il disco più intimista e ammaliante. Ne segue un lungo tour in cui la band è accompagnata dalla Wordless Music Orchestra. La performance di New York (8 maggio 2009) viene registrata e pubblicata come DVD con il titolo Holy Ground: NYC Live with the Wordless Music Orchestra.
Nella prima parte del 2012 la band si chiude in uno studio di Hudson con Henry Hirsch e con la Wordless Music Orchestra. Il disco che ne consegue, For My Parents (settembre 2012), continua sulla falsariga del precedente: la riflessività e il ricordo dominano la scena. Nel 2014 il gruppo ha realizzato nuovo materiale confluito in due album, The Last Dawn e Rays of Darkness, entrambi promossi da un'estesa tournée svoltasi tra il 2014 stesso e il 2015. Dal concerto tenuto a Parigi è stato tratto l'album dal vivo The Last Dawn/Rays of Darkness: Tour 2014 - 2015.

## Formazione
Attuale
- Takaakira "Taka" Goto – chitarra (1999-presente)
- Hideki "Yoda" Suematsu – chitarra, organo Hammond (1999-presente)
- Tamaki Kunishi – basso, pianoforte, clavicembalo, glockenspiel, voce (1999-presente)
- Dahm Majuri Cipolla – batteria (2018-presente)

Ex-componenti
- Yasunori Takada – batteria, sintetizzatore, glockenspiel (1999-2017)

## Discografia

### Album in studio
- 2002 – Under the Pipal Tree
- 2002 – One Step More and You Die
- 2004 – Walking Cloud and Deep Red Sky, Flag Fluttered and the Sun Shined
- 2005 – Palmless Prayer/Mass Murder Refrain (con World's End Girlfriend)
- 2006 – You Are There
- 2009 – Hymn to the Immortal Wind
- 2012 – For My Parents
- 2014 – The Last Dawn
- 2014 – Rays of Darkness
- 2016 – Requiem for Hell
- 2019 – Nowhere Now Here
- 2021 – Pilgrimage of the Soul
- 2024 – OATH

### Album di remix
- 2004 – New York Soundtracks

### Album dal vivo
- 2010 – Holy Ground: NYC Live with the Wordless Music Orchestra
- 2015 – The Last Dawn/Rays of Darkness: Tour 2014 - 2015
- 2021 – Beyond the Past - Live in London with the Platinum Anniversary Orchestra

### Raccolte
- 2007 – Gone: A Collection of EPs 2000-2007

### Colonne sonore
- 2022 – My Story, the Buraku Story (An Original Soundtrack)

### Split
- 2005 – Pelican/Mono (con i Pelican)
- 2015 – Transcendental (con i The Ocean)

### EP
- 2000 – Hey, You
- 2006 – Memorie dal futuro
- 2007 – The Phoenix Tree
- 2019 – Exit in Darkness (con A.A. Williams)
- 2019 – Before the Past - Live from Electrical Audio
- 2022 – Heaven Vol. 1

## Videografia
- 2007 – The Sky Remains the Same as Ever